# کالیسبرگ (تگزاس)
کالیسبرگ، تگزاس(به انگلیسی: Callisburg, Texas) شهری در ایالت تگزاس از ایالات جنوبی ایالات متحده آمریکا است. در سرشماری سال ۲۰۰۰، جمعیت این شهر ۳۶۵ نفر اعلام شد.